# Комсомольская улица (Салават)
Комсомо́льская у́лица — улица расположена в Мусино. 

## История
Застройка улицы началась в 1950 году. Застройка улицы — частные 1—2 этажные дома.

## Трасса
Улица Комсомольская находится в поселке Мусино. Улица начинается от улицы Победы, заканчивается на улице Маяковского.
Улицу пересекают улицы Маяковского, Жукова, Кирова.

## Транспорт
По улице Комсомольская общественный транспорт не ходит.

## Примечательные здания и сооружения
- детский сад
- школа №9[2]